# Comuna de Iwkowa
Iwkowa (polaco: Gmina Iwkowa) é uma gminy (comuna) na Polónia, na voivodia de Pequena Polónia e no condado de Brzeski (małopolski). A sede do condado é a cidade de Iwkowa.
De acordo com os censos de 2004, a comuna tem 5 999 habitantes, com uma densidade 127,1 hab/km².

## Área
Estende-se por uma área de 47,19 km², incluindo:
- área agricola: 65%
- área florestal: 27%

## Demografia
Dados de 30 de Junho 2004:
|                      | Total   | Total | Mulheres | Mulheres | Homens  | Homens |
| -------------------- | ------- | ----- | -------- | -------- | ------- | ------ |
|                      | pessoas | %     | pessoas  | %        | pessoas | %      |
| População            | 5 999   | 100   | 3 018    | 50,3     | 2 981   | 49,7   |
| Densidade (pop./km²) | 127,1   | 100   | 64       | 64       | 63,2    | 63,2   |

De acordo com dados de 2002, o rendimento médio per capita ascendia a 1 287,62 zł.

## Subdivisões
- Dobrociesz, Drużków Pusty, Iwkowa, Kąty, Połom Mały, Porąbka Iwkowska, Wojakowa.

## Comunas vizinhas
- Czchów, Laskowa, Lipnica Murowana, Łososina Dolna